# El Torreón (Carrión de Calatrava)
El Torreón es un inmueble de la localidad española de Carrión de Calatrava, en la provincia de Ciudad Real. Cuenta con el estatus de Bien de Interés Cultural.

## Descripción
Se ubica en el número 10 de la calle Caídos de la localidad ciudadrealeña de Carrión de Calatrava, en Castilla-La Mancha.
El inmueble consiste en un único cuerpo de edificación de 14,50 m por 9,50 m aproximadamente, en planta rectangular construida a base de muros de carga con técnica de aparejo toledano con formas particulares en el encajonado del mampuesto. Los forjados se constituyen por vigas de madera, así como la cubierta a base de cerchas y cubrición de teja curva cerámica sobre cañizo. Consta de tres alturas, planteadas todas ellas como espacios diáfanos aunque la planta baja se encuentra dividida al haber sido usada como vivienda. La edificación no corresponde a un esquema habitual residencial por la mencionada diafanidad de sus niveles, así como por la disposición y disparidad del tipo y situación de las escaleras. Las de planta baja a primera se sitúa en la trasera del edificio, construida en madera con desarrollo en tramos rectos, aunque a finales del siglo XX se encontraba derruida impidiendo en acceso a las plantas superiores del edificio. La de acceso de primera a segunda planta está situada en un vértice de la planta, es de tipo caracol con estructura metálica. EL estado de la edificación hacia 1992 era muy deficiente.
Además de otras construcciones auxiliares y posteriores, existe en el solar una edificación singular, tanto por su estructura como por su situación interiores respecto al entramado callejero de la localidad. Esta construcción de planta rectangular de 27 x 8 m se compone de tres niveles. En planta sótano y primera se constituye por dos crujías a base de bóvedas de crucero, construidas con ladrillo de adobe y enfoscadas con argamasa de cal y arena, encontrándose compartimentadas a finales del siglo XX mediante muros de tapial de unos 60 cm de grosor hasta el arranque del arco, cerrando este con muro de ladrillo de adobe. La planta alta de esta edificación es diáfana, con formas de madera y cubrición de teja sobre cañizo que apoyan sobre muros de carga. En este nivel dichos muros son de aparejo toledano, mientras que la parte baja son de mampostería concertada, al igual que los contrafuertes laterales. El estado de esta edificación era bastante aceptable a finales del siglo XX, a pesar del abandono de la misma.

## Estatus patrimonial
El 23 de junio de 1992, el inmueble fue declarado Bien de Interés Cultural, con la categoría de monumento, en un decreto publicado el 8 de julio de ese mismo año en el Diario Oficial de Castilla-La Mancha.